# Arif Taifur
Arif Taifur (arabisch عارف طيفور, DMG ʿĀrif Ṭaifūr; * 1945 im Gouvernement as-Sulaimaniya) ist ein irakischer Politiker und von 2005 bis 2014 stellvertretender Parlamentspräsident des Irak. Er ist Kurde.
Arif Taifur studierte von 1965 bis 1970 Rechtswissenschaft an der Universität Bagdad und arbeitete in einer Anwaltskanzlei. Im Zuge der Niederschlagung einer kurdischen Revolte durch das irakische Ba'athregime zwischen 1973 und 1975 floh Taifur in den Iran und weiter nach Österreich. Raifur schloss sich der Kurdischen Demokratischen Partei (KDP) an. Nach der „Kurdischen Intifada“ 1991 kehrte er in den Irak zurück, wo er für die KDP arbeitete. Seitdem ist er eine Schlüsselfigur dieser traditionalen, heute von Masud Barzani geführten Partei, deren Ziel ein autonomes Kurdistan ist.
Nach den ersten freien Wahlen im Irak seit Saddam Husseins Sturz, die am 30. Januar 2005 stattfanden, und bei denen das kurdische Parteienbündnis aus der KDP und der Patriotischen Union Kurdistans (PUK), die Demokratische Patriotische Allianz Kurdistans, mit 25,7 % der Stimmen zweitstärkste Kraft wurde, wählte die neue irakische Nationalversammlung Arif Taifur zum Stellvertreter des sunnitischen Parlamentspräsidenten Hadschim al-Hasani. Zum anderen Stellvertretenden Parlamentspräsidenten des neuen irakischen Parlaments wurde der Schiit Husain asch-Schahristani gewählt.
Taifur hatte das Amt des Stellvertretenden Parlamentspräsidenten bis zum Jahr 2014 inne. Danach unterstützte er die Peschmerga in ihrem Kampf gegen  ISIS im Nordirak.